# De piratenschat
De piratenschat is het 31ste stripverhaal van Samson en Gert. De reeks werd getekend door striptekenaarsduo Wim Swerts & Jean-Pol. Danny Verbiest, Gert Verhulst en Hans Bourlon namen de scenario's voor hun rekening. De strips werden uitgegeven door Studio 100. Het stripalbum verscheen in 2003.

## Personages
In dit verhaal spelen de volgende personages mee:
- Samson
- Gert
- Alberto Vermicelli
- Burgemeester Modest
- Jeannine De Bolle
- Octaaf De Bolle
- Van Leemhuyzen
- Frieda Kroket
- De afgevaardigde van de minister

## Verhalen
Het album bevat de volgende drie verhalen:
1. Het piratenschip
Samson, Gert, Alberto en Octaaf hebben een reis naar de Mango-eilanden gewonnen. In een watervliegtuig op weg naar hun bestemming leest Gert de krant waarin staat dat er lang geleden een piratenschip is gezonken met een fabelachtige schat aan boord. Jean-Jaak Koestro is jarenlang op zoek naar de schat zonder resultaat. Door een plotse motorpech moeten ze een noodlanding maken en het vliegtuig schuift het strand van een klein eilandje op. Terwijl de piloot het vliegtuig herstelt gaan de vrienden op verkenning. Samson gaat diepzeeduiken en ontmoet een lief, klein inktvisje. Het inktvisje toont zijn huisje aan Samson. Dat huis blijkt het piratenschip uit Gert z’n krant te zijn. Als Samson alles vertelt, besluiten Gert, Alberto en Octaaf het wrak van dichterbij te onderzoeken. Maar dan worden ze gevangengenomen door een enorme inktvis. Gelukkig is Samson nog net op tijd om te vertellen dat Gert, Alberto en Octaaf zijn vrienden zijn. De enorme inktvis, die eigenlijk de moeder van het kleine inktvisje blijkt te zijn, laat Gert, Alberto en Octaaf vrij en helpt bovendien om de schat naar boven te brengen. Als het vliegtuig eindelijk hersteld is, wil Alberto eerst niet weer in het vliegtuig. Maar als Gert en Octaaf vertellen dat er op het kleine eilandje, waar ze zijn, alleen maar kokosnoten zijn, gaat hij toch mee. Terwijl zijn luchtziekte verdwijnt, blijkt hij die geruild te hebben met Octaaf. Zoals op de heenweg. Ondertussen is Jean-Jaak Koestro van een reis teruggekeerd. Samson en Gert brengen de schat naar Jean-Jaak Koestro. Die is zo blij met de schat, dat hij onze vrienden uitnodigt voor een geweldig feest. Samson krijgt een welverdiende beloning. Een mooie gouden medaille.
2. De lachtent
Gert en Octaaf hebben affiches opgehangen dat ze een lachtent openen in het dorp. Octaaf wil het geld gebruiken voor zijn turnclub. Intussen is de afgevaardigde van de minister in het gemeentehuis. Hij wil die lachtent graag zien omdat hij in geen jaren meer heeft gelachen. In de lachtent dreigt iedere poging om de afgevaardigde te doen lachen te gaan mislukken. Het lijkt hopeloos. Wanneer de burgemeester en de afgevaardigde terug naar huis gaan, valt de burgemeester over een koord. Meteen zakt de lachtent in elkaar. De afgevaardigde krijgt plots de slappe lach. Octaaf krijgt daarom een grote beloning dat genoeg is voor een volledig nieuwe turnzaal. De burgemeester wordt gefeliciteerd met dit initiatief, maar besluit dat hij liever een pleister zou willen voor zijn been die nu heel erg pijn doet.
3. Het clubhuis
Octaaf komt droevig het huis van Samson en Gert binnen. In een brief van een bouwfirma staat er dat hun clubhuis wordt afgebroken om er dan een nieuw flatgebouw te bouwen. Samson, Gert, Alberto, de burgemeester en Octaaf gaan naar de bouwfirma. De directeur heeft geen tijd en zal door gaan met de afbraak van het clubhuis. De volgende dag nemen Samson en Gert afscheid van hun clubhuis. Dan beseft de directeur dat hij vroeger ook een clubhuis had. De directeur heeft een oplossing. Hij bouwt de flatgebouwen rondom het clubhuis. Het clubhuis krijgt een nieuw leven en wordt een speeltuin voor kinderen.

## Trivia
- Op de laatste pagina is er een jongetje een boek aan het lezen in het clubhuis. Dit jongetje lijkt op  Jommeke.